# Ughtred Kay-Shuttleworth, 1. Baron Shuttleworth

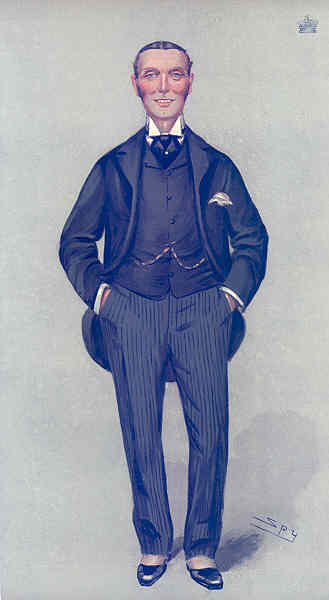
Ughtred Kay-Shuttleworth, 1. Baron Shuttleworth, in einer Karikatur von Spy in der Zeitschrift Vanity Fair (18. August 1904)

Ughtred James Kay-Shuttleworth, 1. Baron Shuttleworth PC (* 18. Dezember 1844; † 20. Dezember 1939) war ein britischer Jurist und Politiker der Liberal Party, der zwischen 1869 und 1880 sowie erneut von 1885 bis 1902 Mitglied des House of Commons war. Er bekleidete unter anderem 1886 die Funktion als Chancellor of the Duchy of Lancaster. 1902 wurde zum Baron Shuttleworth erhoben und wurde damit Mitglied des House of Lords.

## Leben

### Unterhausabgeordneter und Minister
Ughtred Kay-Shuttleworth war der Sohn des Arztes James Kay-Shuttleworth, der von 1839 bis 1849 Ständiger Sekretär des Bildungsministeriums (Committee of the Council on Education) war und am 22. Dezember 1849 zum Baronet, of Gawthorpe Hall in the County Palatine of Lancaster, erhoben wurde, und dessen Ehefrau Janet Shuttleworth. Seine schulische Ausbildung erhielt er an der Harrow School.
Am 18. November 1869 wurde Kay-Shuttleworth, der zeitweilig Friedensrichter (Justice of the Peace) von Westmorland und Lancashire war, als Kandidat der Liberal Party erstmals zum Mitglied des House of Commons gewählt und vertrat in diesem zunächst bis zum 31. März 1880 den Wahlkreis Hastings. Während dieser Zeit erbte er beim Tod seines Vaters am 26. Februar 1877 dessen Titel als 2. Baronet. Nach seinem Ausscheiden aus dem Unterhaus war er zwischen 1880 und 1882 Mitglied des Schulausschusses von London.
Kay-Shuttleworth wurde für die Liberal Party am 24. November 1885 erneut zum Mitglied des House of Commons gewählt, in dem er nunmehr bis zum 18. Juli 1902 den Wahlkreis Clitheroe. Am 7. Februar 1886 wurde er von Premierminister William Ewart Gladstone zum Unterstaatssekretär im Indienministerium (India Office) berufen. Im Rahmen einer Kabinettsumbildung übernahm er am 16. April 1886 von Edward Heneage das Amt des Kanzlers des Herzogtums Lancaster (Chancellor of the Duchy of Lancaster) und übte dieses Ministeramt bis zum Ende von Gladstones Amtszeit am 25. Juli 1886 aus. Zugleich wurde er Mitglied des Privy Council (P.C.).
Nachdem Kay-Shuttleworth zwischen 1888 und 1992 Vorsitzender des Ausschusses für öffentliche Konten (Public Accounts Committee) des Unterhauses war, wurde er am 19. August 1892 von Premierminister Gladstone zum Parlamentarischen Sekretär und Finanzsekretär der Admiralität (Parliamentary and Financial Secretary to the Admiralty) ernannt und Regierung von Gladstones Nachfolger Archibald Primrose, 5. Earl of Rosebery vom 5. März 1894 bis 21. Juni 1895.

### Oberhausmitglied, Ehe und Nachkommen
Durch ein Letters Patent vom 16. Juli 1902 wurde Kay-Shuttleworth als Baron Shuttleworth, of Gawthorpe in the County Palatine of Lancaster, in den erblichen Adelsstand (Hereditary Peerage) der Peerage of the United Kingdom erhoben und gehörte damit bis zu seinem Tod dem House of Lords als Mitglied an. Während dieser Zeit war er zwischen 1906 und 1911 Vorsitzender der Königlichen Kommission für Kanäle und Wasserstraßen (Royal Commission on Canals and Waterways). Zudem wurde er 1908 als Nachfolger des verstorbenen Frederick Stanley, 16. Earl of Derby Lord Lieutenant sowie Custos Rotulorum von Lancashire und übte diese Funktion als Vertreter des Monarchen in dieser Grafschaft bis zu seiner Ablösung durch Edward Stanley, 17. Earl of Derby 1928 aus.
Kay-Shuttleworth heiratete am 1. Juli 1871 Blanche Marion Parish, Tochter des Diplomaten und Wissenschaftlers Woodbine Parish. Aus dieser Ehe gingen vier Töchter und zwei Söhne hervor. Die älteste Tochter Angela Mary Kay-Shuttleworth war mit Oberst Bernard Ramsden James verheiratet. Die zweitälteste Tochter Nina Louisa Kay-Shuttleworth heiratete den Richter Eustace Gilbert Hills. Die drittälteste Tochter Rachel Beatrice Kay-Shuttleworth blieb unverheiratet und war unter anderem ebenfalls Friedensrichterin von Lancashire. Der als viertes Kind geborene älteste Sohn Lawrence Ughtred Kay-Shuttleworth kandidierte für die Liberal Party erfolglos bei einer Nachwahl am 28. Mai 1913 ohne Erfolg für ein Mandat im Unterhaus im Wahlkreis Altrincham und fiel im Ersten Weltkrieg als Hauptmann der Royal Field Artillery am 30. März 1917. Der zweitälteste Sohn Edward James Kay-Shuttleworth, der Rechtsanwalt und Hauptmann des 7. Bataillons der Rifle Brigade war, kam am 10. Juli 1917 ums Leben. Die jüngste Tochter Catherine Blanche Kay-Shuttleworth war mit Charles Leaf verheiratet, der unter anderem Hauptmann der Buffs (East Kent Regiment) war und 1936 Olympiasieger im Segeln wurde.
Da beim Tode von Ughtred Kay-Shuttleworth, 1. Baron Shuttleworth, am 20. Dezember 1939 seine beiden Söhne bereits tot waren, erbte sein Enkel Richard Ughtred Paul Kay-Shuttleworth, der älteste Sohn von Lawrence Ughtred Kay-Shuttleworth, seine Titel als 2. Baron und 3. Baronet.